# Звено (ВВС)

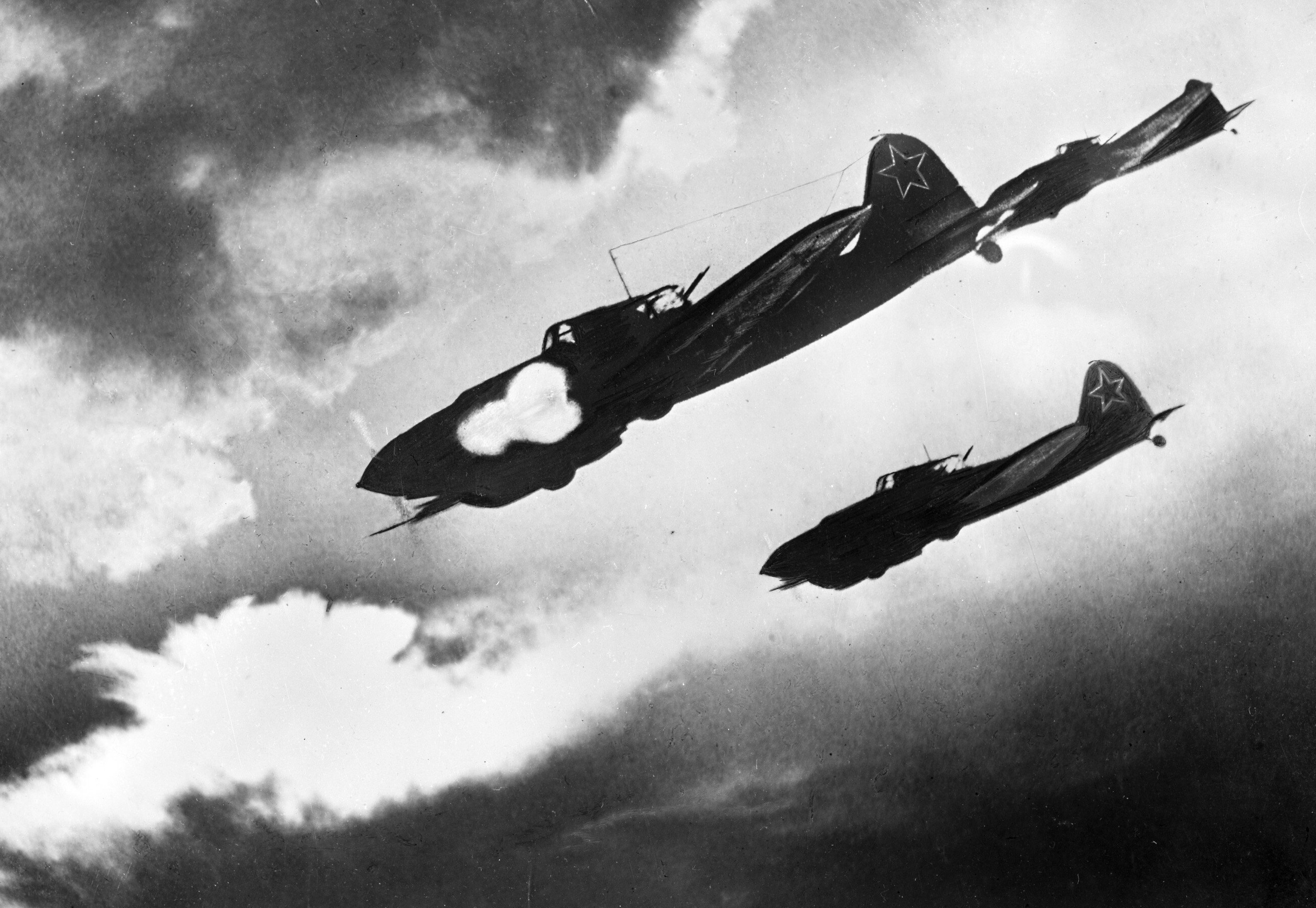
Штурмовка звеном «Ил-2.
Курская дуга, 1 июля 1943 года

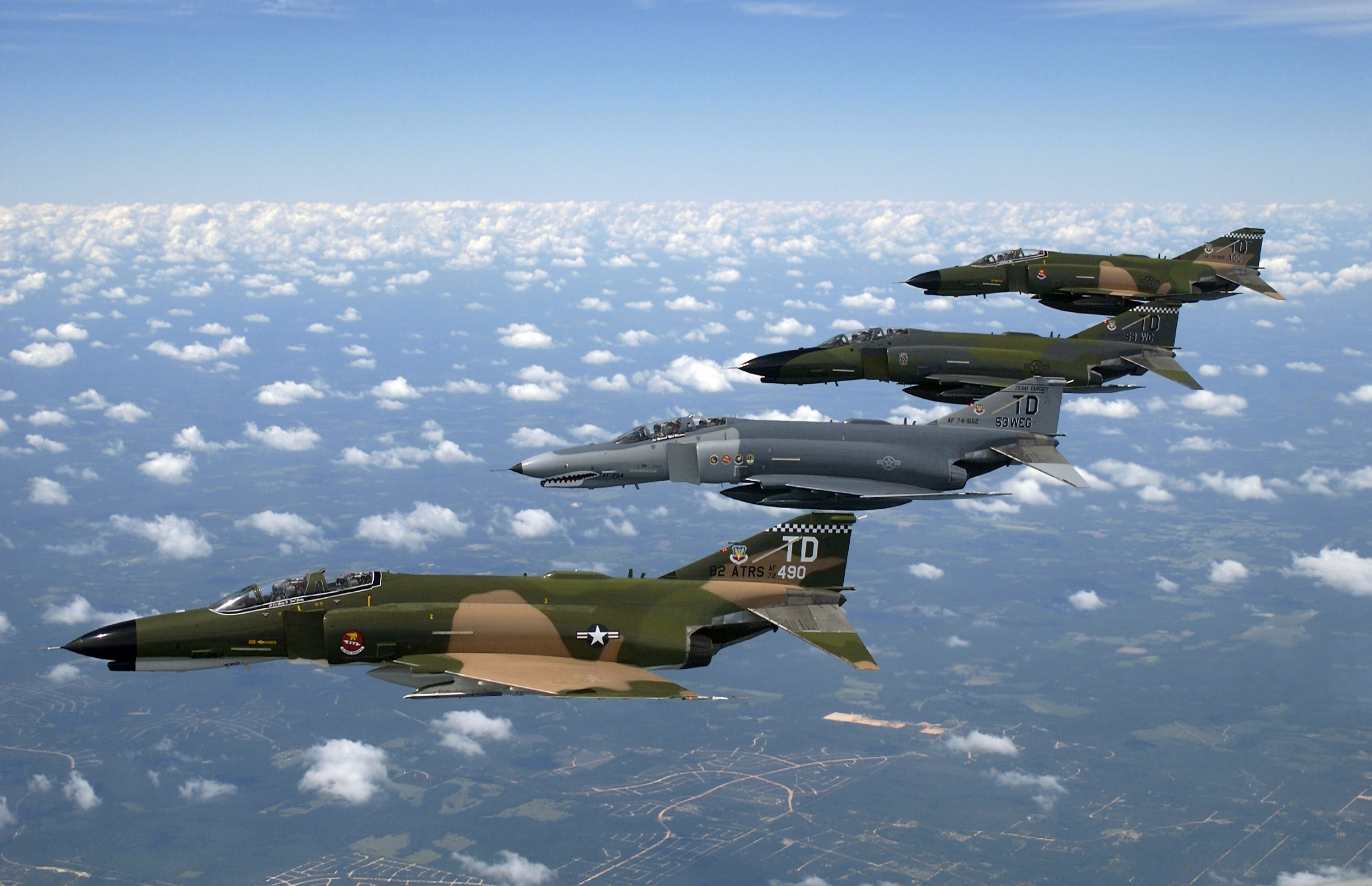
Звено американских Фантомов, авиации нацгвардии.
Флорида, 1997 год

Звено, Авиационное звено (Авиазвено) — первичное тактическое формирование (подразделение) военно-воздушных сил (флота), в которое  может входить от трёх до шести однотипных летательных аппаратов (самолётов, вертолётов, БПЛА). 
В ходе выполнения боевого задания либо учебного задания звено обычно делится на пары самолётов (вертолётов), из которых один является «ведущим», а другой «ведомым».
Звенья различают по роду авиации (истребительное звено, бомбардировочное звено, звено штурмовиков и так далее) или по типу самолётов или вертолётов (звено Ла-5, звено Ми-8, звено МиГ-31).